# Rhoptropus boultoni
Rhoptropus boultoni — вид геконоподібних ящірок родини геконових (Gekkonidae). Мешкає в Анголі і Намібії. Вид названий на честь американського орнітолога Вольфріда Редьярда Боултона.

## Опис
Довжина Rhoptropus boultoni (без врахування хвоста) становить 5,5-7 см. Верхня частина тіла оливково-коричнева або темно-сіра, поцяткована темно-червоно-коричневими плямами. Нижня частина тіла світло-сіра або блакитнувато-сіра.

## Поширення і екологія
Rhoptropus boultoni мешкають у внутрішніх районах пустелі Наміб на південному заході Анголи та на північному заході Намібії. Вони живуть в кам'янистих, сухих саванах, серед базальтових і гранітних скель, трапляються на великих баобабах. Зустрічаються на висоті від 50 до 1300 м над рівнем моря. Відкладають яйця, в кладці 2 яйця.